# (3601) Велихов
(3601) Велихов (лат. Velikhov) — типичный астероид главного пояса, открыт 22 сентября 1979 года советским астрономом Николаем Черных в Крымской астрофизической обсерватории и 12 сентября 1992 года назван в честь физика Евгения Велихова.

## Обнаружение и именование
(3601) Велихов
Открыт 22 сентября 1979 года в Научном Н. С. Черных.
Назван в честь академика Российской академии наук Евгения Павловича Велихова, известного своими исследованиями в области физики плазмы, магнитогидродинамики и управляемого термоядерного синтеза. Является президентом российского отделения «Международного центра научной культуры — Всемирной лаборатории».
Оригинальный текст (англ.)3601 Velikhov
Discovered 1979-09-22 by Chernykh, N. at Nauchnyj.
Named in honor of Evgenij Pavlovich Velikhov, member of the Russian Academy of Sciences, renowned for his research in plasma physics, magneto-hydrodynamics and controllable thermonuclear synthesis. He is the president of the International Center for Scientific Culture-World Laboratory.
Источники: DISCOVERY.DB; M.P.C. 20836.

## Физические характеристики
Из наблюдений системы Asteroid Terrestrial-impact Last Alert System следует, что астероид относится к таксономическому классу C.
По результатам наблюдений в видимом и ближнем инфракрасном диапазоне космического телескопа NEOWISE диаметр астероида оценивался равным 13,458±0,168 км. Согласно тем же источникам альбедо оценивается как 0,1172±0,0203 и 0,117±0,020.